# Médaille d'honneur des affaires étrangères

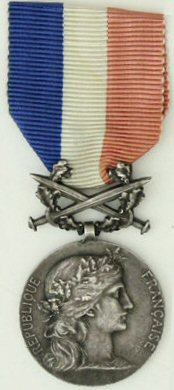
Module 1917 pour actes de courage et dévouement de militaires étrangers

La médaille d’honneur des affaires étrangères est une décoration civile française.

## Description
La décoration est créée par le décret 2010-1025 du 30 août 2010 et vise à « récompenser les services honorables accomplis sur le territoire national ou hors de France, au service de l’action extérieure de la France ou des Français résidant hors de France ».
Elle succède à une autre médaille du même nom créée par le décret no 18-181 du 6 juillet 1887, qui récompensait les actes de courage commis à l'étranger par des militaires ou des civils. Elle-même est née d'une première médaille créée par l'ordonnance royale du 28 juillet 1816.
Elle est décernée par le ministère des Affaires étrangères. La direction des ressources humaines est chargée de l'exécution de l'arrêté pris par le ministre des Affaires étrangères. Celui-ci est publié au Bulletin officiel du ministère des Affaires étrangères et au Bulletin officiel des décorations, médailles et récompenses.
Elle possède trois échelons :
- bronze : vingt ans de service
- argent : titulaire de la médaille de bronze, et huit ans de service supplémentaires
- or : titulaire de la médaille d'argent, et sept ans de service supplémentaires

La médaille possède un diamètre de 27 mm
- sur l'avers : mention « République française » et effigie de la République
- sur le revers : mention « Affaires étrangères », nom du titulaire et année d'octroi, avec une couronne mi-chêne, mi-laurier.

| Bronze | Argent | Or |
| ------ | ------ | -- |
|        |        |    |
|        |        |    |